# Chadisroides
Chadisroides är ett släkte av fjärilar. Chadisroides ingår i familjen tandspinnare.
Kladogram enligt Catalogue of Life:
| Chadisroides | \| \| Chadisroides bidentatus \| \| \| \| \| \| Chadisroides coreanus \| \| \| \| \| \| Chadisroides ussuriensis \| \| \| \| |
|              | \| \| Chadisroides bidentatus \| \| \| \| \| \| Chadisroides coreanus \| \| \| \| \| \| Chadisroides ussuriensis \| \| \| \| |
|              | Chadisroides bidentatus |
|              | |
|              | Chadisroides coreanus |
|              | |
|              | Chadisroides ussuriensis |
|              | |